# Cour d'appel de Reims

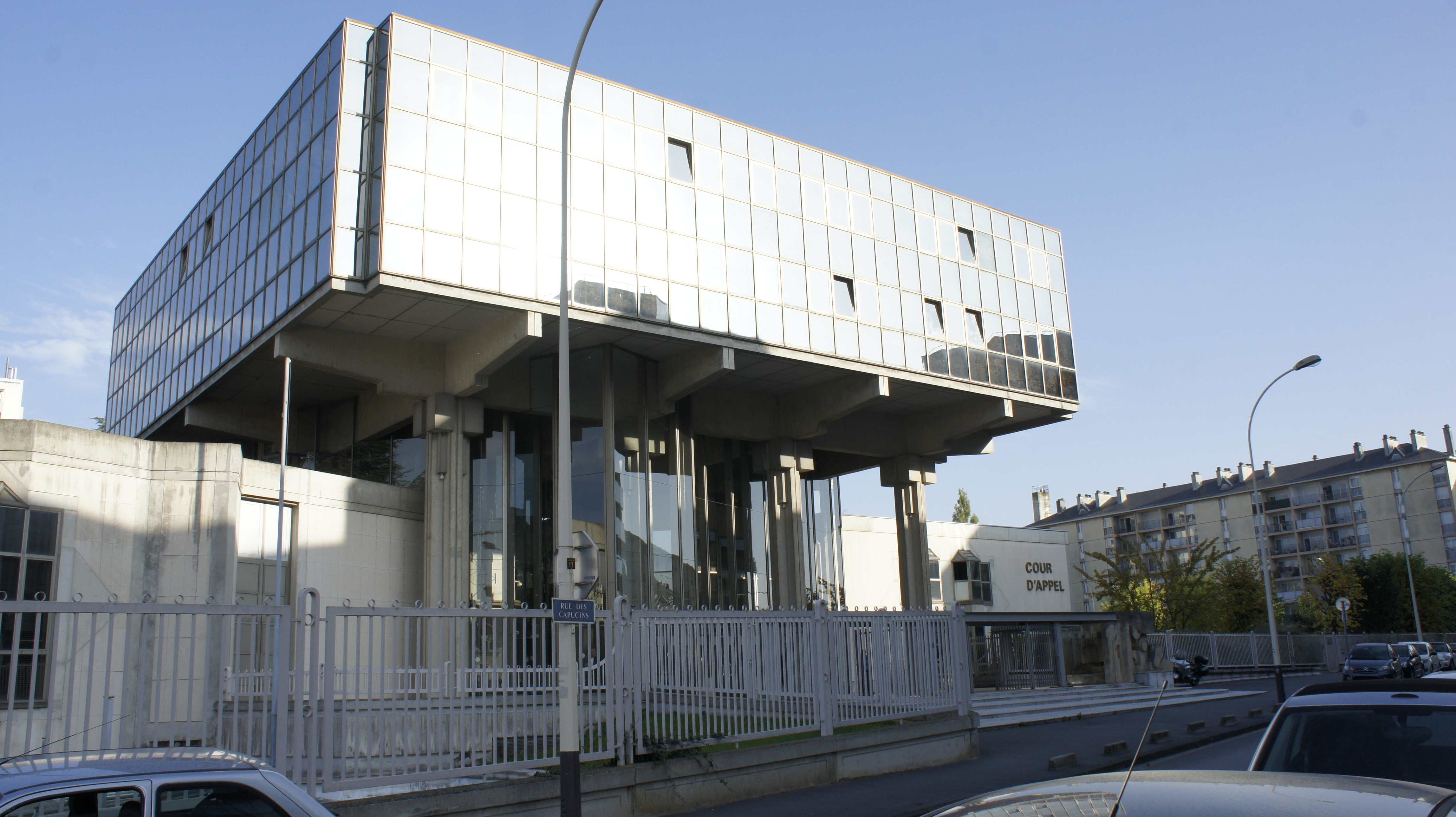
Dans la rue des Capucins, le bâtiment de la Cour d'appel.

La cour d'appel de Reims est une juridiction judiciaire du second degré. Son ressort s'étend  sur les départements des Ardennes, de la Marne et de l'Aube. Elle siège à Reims depuis 1968 et depuis 1983 au 201 rue des Capucins.

## Histoire
La cour d'appel de Reims est un ressort judiciaire dont la création est récente dans l'histoire de la justice française. Elle est en effet créée par décret en date du 20 décembre 1967 et son ressort de compétence s'étend sur une partie du territoire de l'ancienne région Champagne-Ardenne.
La cour d'appel de Reims est d'abord hébergée à la mairie de Reims. Elle est accueillie dans ce lieu le 25 avril 1968 en présence de Louis Joxe, Garde des sceaux et ministre de la justice de l'époque. Une inscription "Cour d'Appel" est encore visible au 1 rue de mars.

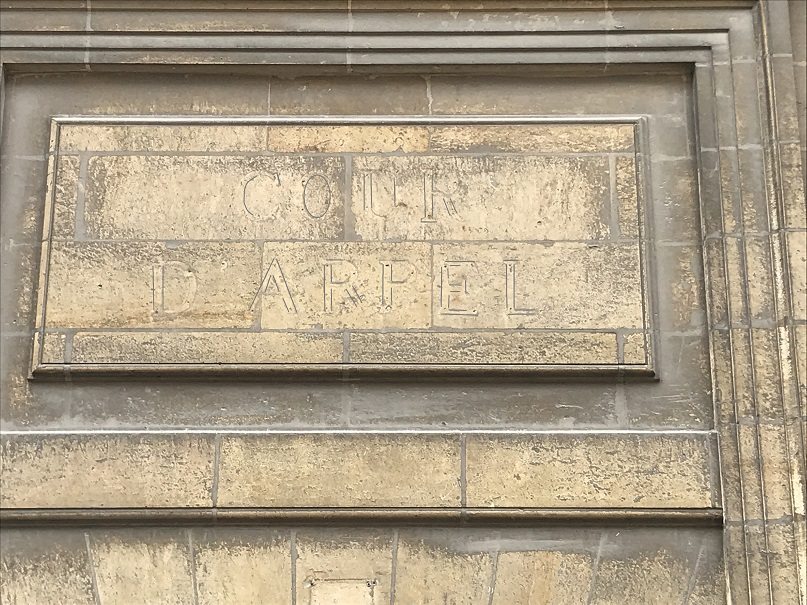
Ancienne entrée Cour appel Reims en Mairie de Reims.

La cour d'appel n'a emménagé dans le bâtiment actuel, 201 rue des Capucins à Reims, qu'en 1983. Le projet initial de cour d'appel, en 1976, prévoyait la construction du bâtiment sur le square du Palais de justice près du parvis de la cathédrale. Mais les rémois manifestèrent une très forte opposition au projet qui sera finalement abandonné.
Un nouveau projet, adopté en 1979 pour 13 millions de francs de l'époque, est finalement décidé le long du bâtiment de la sécurité Sociale dans le quartier Saint-Remi. La cour d'appel de Reims est inaugurée par Robert Badinter en janvier 1983.
Elle regroupe les tribunaux judiciaires de Charleville-Mézières (couvrant le département des Ardennes), de Reims et Châlons-en-Champagne (couvrant le département de la Marne) et de Troyes (couvrant le département de l'Aube). En revanche, le tribunal judiciaire de Chaumont (couvrant le département de la Haute-Marne, bien que situé dans l'ancienne région Champagne-Ardenne, est resté dans le ressort de la cour d'appel de Dijon auquel il est rattaché depuis le Premier Empire.
Auparavant, les appels des affaires du tribunal judiciaire alors appelé de grande instance de Charleville-Mézières relevaient de la cour d'appel de Nancy et ceux des tribunaux de grande instance de Châlons-en-Champagne, Reims et Troyes étaient examinés par la cour d'appel de Paris. Les départements de la Marne et de l'Aube fournissaient à la cour de Paris 6 à 7 % du nombre des dossiers qui lui étaient déférés, tandis que celui des Ardennes apportait à celle de Nancy 15 % des affaires de cette dernière.

## Bâtiment de la cour d'appel (201 rue des Capucins)
Le bâtiment de la cour d'appel est un bâtiment d'allure moderne en verre et en béton. Il se présente sous la forme d'un cube de verre surélevé avec une aile basse en enduit. L'entrée latérale est marquée par une sculpture de Robert Fachard en pierre de Bourgogne. Un bassin circulaire avec un jet d'eau se trouve à l'extérieur.

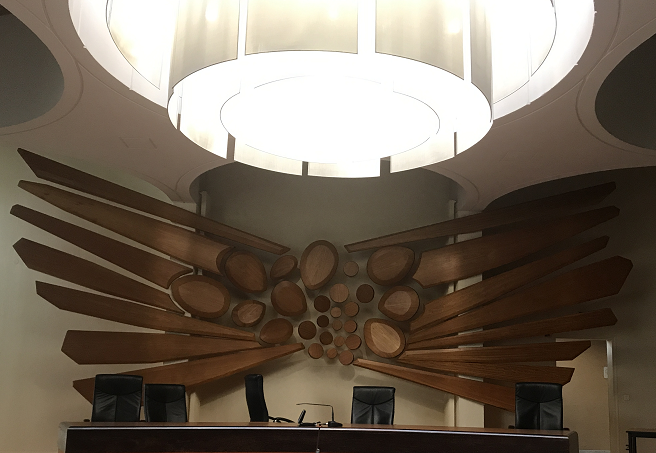

À l'intérieur, dans la salle d'audience et dans le cadre du 1%, l'artiste José Subirà-Puig a réalisé une sculpture monumentale en bois dénommée "Flore". Deux tableaux prêtés par le FRAC Champagne-Ardenne, « De l'exil » de Gracia Barrios et « Après-midi paisible » de Patrick Baillet, sont également présents dans les salles de la cour d’appel de Reims.[réf. souhaitée]
Le bâtiment de la cour d'appel est l’œuvre des architectes parisiens Roman, Dufau et du rémois Nicolas Thiénot,,.[réf. souhaitée]

## Tribunaux du ressort[8]
| -        | 4 tribunaux judiciaires                                            | 5 conseils de prud'hommes                | 5 tribunaux de commerce        |
| -------- | ------------------------------------------------------------------ | ---------------------------------------- | ------------------------------ |
| Ardennes | - Charleville-Mézières - Ainsi que sa chambre de proximité à Sedan | - Charleville-Mézières                   | - Charleville-Mézières - Sedan |
| Aube     | - Troyes                                                           | - Troyes                                 | - Troyes                       |
| Marne    | - Châlons-en-Champagne - Reims                                     | - Châlons-en-Champagne - Epernay - Reims | - Châlons-en-Champagne - Reims |

## Liste des chefs de cour
| Date du décret de nomination | Nom du Premier Président de la cour d'appel | Observations |
| ---------------------------- | ------------------------------------------- | --- |
| 28 février 1968              | Daniel Finot                                | Président de chambre à la cour d'appel de Rouen avant sa nomination à Reims, il quitte ses fonctions de premier président le 13 juillet 1978 pour prendre sa retraite |
| 12 novembre 1978             | Jean Nayral de Puybusque                    | Président de chambre à la cour d'appel d'Amiens avant sa nomination à Reims, il est nommé premier président de la cour d'appel de Toulouse après celle de Reims. Il prend sa retraite à Toulouse. Il est élu en 1983 au 22e fauteuil de l'Académie des Jeux floraux dont il est également secrétaire perpétuel honoraire |
| 24 juillet 1980              | René Blau                                   | Président du tribunal de grande instance de Metz avant sa nomination à Reims, il quitte ses fonctions de premier président à Reims le 19 septembre 1985 pour prendre sa retraite |
| 30 décembre 1985             | Jacques Constantin                          | Président de chambre à la cour d'appel de Rennes avant sa nomination à Reims |
| en 1989                      | Madeleine Sabatini                          | Ancienne présidente du tribunal pour enfants de Paris. Elle prend sa retraite à la fin de ses fonctions de premier président à Reims. |
| 31 décembre 1992             | Philippe Lacan                              | Auparavant, président de chambre à la cour d'appel de Rennes. Il prend sa retraite à la fin de ses fonctions de premier président à Reims. |
| 10 novembre 1998             | Bernard Daeschler                           | Précédemment, président du tribunal de grande instance de Pontoise. Il prend sa retraite à la fin de ses fonctions de premier président à Reims. |
| 9 janvier 2007               | Bernard Valette                             | Auparavant, premier vice-président du tribunal de grande instance de Paris. Il prend sa retraite à la fin de ses fonctions de premier président à Reims. |
| 1er août 2011                | Thierry Roy                                 | Précédemment, président du tribunal de grande instance de Caen. Il prend sa retraite à la fin de ses fonctions de premier président à Reims. |
| 8 juillet 2015               | Jean Seither                                | Il a présidé auparavant le tribunal de grande instance de Bordeaux. Il quitte ses fonctions de premier président à Reims le 6 juillet 2019 pour exercer les mêmes à la tête de la cour d'appel de Douai. |
| 16 novembre 2019             | Jean Baptiste Parlos                        | Conseiller à la cour de cassation auparavant, il a présidé la cour de justice de la République. Il quitte Reims le 2 janvier 2023 pour exercer les mêmes fonctions de premier président à la cour d’appel de Rennes. |
| 2 janvier 2023               | Christophe Regnard                          | Précédemment président du tribunal judiciaire de Tours, il a été membre du conseil supérieur de la magistrature et président de l’union internationale des magistrats. |

| Date du décret de nomination | Nom du Procureur Général près la cour d'appel | Observations |
| ---------------------------- | --------------------------------------------- | --- |
| 23 février 1968              | René Bec                                      | Avocat général près la cour d'appel de Toulouse avant sa nomination à Reims, il est après celle-ci nommé le 28 août 1970, procureur général à Toulouse |
| 28 août 1970                 | Henry Charbonnier                             | Avocat général près la cour d'appel de Rouen avant sa nomination à Reims, il quitte ses fonctions de procureur général à Reims le 30 juin 1975 pour prendre sa retraite. |
| 23 juillet 1975              | Marcel Fautz                                  | Conseiller technique au cabinet du ministre d'État chargé des Affaires Sociales avant sa nomination à Reims, il quitte le parquet général de Reims pour devenir Directeur des affaires civiles et du sceau au ministère de la justice. Il achève ensuite sa carrière comme conseiller à la cour de cassation. |
| 3 mai 1976                   | Yves Jouhaud                                  | Procureur général près la cour d'appel de La Réunion avant sa nomination à Reims, il quitte ses fonctions au parquet général de Reims pour rejoindre la cour de cassation comme conseiller, puis pour y présider la première chambre civile.                                                                  |
| 25 juin 1979                 | Alain Bernard                                 | Procureur général près la cour d'appel de Bastia avant sa nomination à Reims, il est nommé conseiller à la cour de cassation après ses fonctions de procureur général à Reims. |
| 30 décembre 1982             | Jean Touzet                                   | Précédemment, procureur de la République près le Tribunal de grande instance de Caen. Il prend sa retraite à la fin de ses fonctions de procureur général à Reims. |
| 6 juillet 1995               | Hubert de Touzalin                            | Auparavant, avocat général près la cour d'appel de Versailles. Il prend sa retraite à la fin de ses fonctions de procureur général à Reims. |
| 8 mars 2001                  | Yves Charpenel                                | Auparavant magistrat détaché à l'administration centrale du ministère de la justice, il y a occupé les fonctions de directeur des affaires criminelles et des grâces. Il est nommé avocat général à la cour de cassation, après son poste de procureur général à Reims.                                       |
| 9 novembre 2005              | Eric Enquebecq                                | Précédemment, avocat général près la cour d'appel de Caen. Il est nommé procureur général près la cour d'appel de Caen à l'issue de ses fonctions de procureur général à Reims. |
| 21 janvier 2010              | Jean-François Pascal                          | Auparavant, procureur de la République près le tribunal de grande instance d'Evry. Il est nommé procureur général près la cour d'appel de Papeete à l'issue de ses fonctions de procureur général à Reims. |
| 21 mai 2013                  | Jean-Philippe Joubert                         | Précédemment, procureur de la République près le tribunal de grande instance de Boulogne-sur-Mer, il quitte ses fonctions de procureur général à Reims le 30 juin 2015 pour prendre sa retraite |
| 24 décembre 2015             | Jean-François Bohnert                         | Précédemment, procureur de la République près le tribunal de grande instance de Rouen, il quitte ses fonctions à la tête du parquet général de Reims 9 octobre 2019 pour prendre celle du Parquet national financier à Paris.                                                                                 |
| 16 octobre 2019              | Hugues Berbain                                | Précédemment, premier avocat général près la cour d'appel de Paris. |